# Lupinus duranii
Lupinus duranii är en ärtväxtart som beskrevs av Alice Eastwood. Lupinus duranii ingår i släktet lupiner, och familjen ärtväxter. Inga underarter finns listade i Catalogue of Life.